# Nonthawat Rak-ok
Nonthawat Rak-ok (thailändisch นลธวัช รักอก, * 13. September 1996 in Samut Prakan) ist ein thailändischer Fußballspieler.

## Karriere
Nonthawat Rak-ok spielte bis Ende 2017 beim Erstligisten Super Power Samut Prakan FC in Samut Prakan. In der Saison 2017 spielte er zwölfmal in der ersten Liga, der Thai League. Nachdem der Club Ende 2017 abgeschlagen den 18. Tabellenplatz belegte und in die zweite Liga abstieg, verließ er dem Club und schloss sich dem Erstligisten PT Prachuap FC aus Prachuap an. In Prachuap kam er nicht zum Einsatz. 2019 unterschrieb er einen Vertrag beim Kasetsart FC. Der Club aus Bangkok spielte in der zweiten Liga, der Thai League 2. Nach 28 Zweitligaspielen wechselte er 2020 zum Erstligisten Sukhothai FC nach Sukhothai. Für Sukhothai absolvierte er ein Erstligaspiel. Ende Dezember 2020 wechselte er zum Zweitligisten Chainat Hornbill FC nach Chainat. Für Chainat absolvierte er 19 Ligaspiele. Im August 2022 wechselte er zum ebenfalls in der zweiten Liga spielenden Kasetsart FC.